# Dcera pluku
Dcera pluku (ve francouzském originále La fille du régiment, italsky La figlia del reggimento, do češtiny překládáno též jako Marie, dcera pluku) je komická opera o dvou dějstvích. Gaetano Donizetti ji napsal roku 1840.

## Hlavní postavy
- Markýza von Berkenfield (mezzosoprán)
- Sulpice, seržant (bas)
- Marie, markytánka francouzského pluku (soprán)
- Tonio, venkovan (tenor)

## Obsah
Děj se odehrává v Tyrolsku v roce 1815.

### První dějství
Marie, markytánka vychovaná od malička seržantem francouzských granátníků Sulpicem, se setkává s markýzou von Berkenfield, která je na útěku před francouzskou armádou. Sulpicemu jméno markýzy připomene jméno, které bylo na listinách nalezených v Mariinině peřince, když byla nemluvně. Marie je podle těchto listin markýzinou neteří.
Markýza přiměje Marii k tomu, aby odjela na její zámek, čímž jí odtrhává od jejího milého Tonia, který jí zachránil život. Z lásky k ní vstoupil do pluku, ve kterém slouží Sulpice, protože Marie si smí podle svého slibu vzít za manžela jen vojáka tohoto pluku.

### Druhé dějství
Marii se život na zámku markýzy von Berkenfield nelíbí a stále vzpomíná na Tonia. Ten mezitím zjistil, že Marie je markýzina nemanželská dcera a rozhodne se ji za každou cenu vysvobodit ze zámku a oženit se s ní. Na zámku Tonio veřejně před vznešenou společností prohlašuje Marii za nalezence a markytánku. Markýze nezbývá nic jiného, než souhlasit se sňatkem Marie s Toniem a s jejím návratem k pluku.